# دانيال ديكر
دانيال ديكر (بالإنجليزية: Daniel Decker) هو ملحن ومغني ولد في بورتوريكو ونشأ في سولفاي

## أرائه الشخصية
دانيال معروف جدا بتأييده لأرمينيا والأرمن وقضية الإبادة الجماعية التي حصلت لهم وأدى عدة عروض سواء في أرمينيا أو في أرتساخ
بعد قصف كاتدرائية غزانتشوتسوت خلال حرب مرتفعات قرة باغ 2020 نشر علق على الأمر في الفيس بوك وقال: «هذا حطم قلبي».